# Emma Samuelsson
Emma Katinka Renée Samuelsson (Åsa, 17 oktober 1988) is een Zweeds schermster die actief is in de degen-categorie. 

## Biografie
Samuelsson debuteerde in 2003 op amper 14-jarige leeftijd bij de senioren tijdens een wedstrijd in Göteborg. In 2007 behaalde ze tijdens de Europese kampioenschappen een zilveren medaille in het individuele degen-evenement, wat destijds de beste Zweedse prestatie op een Europees kampioenschap betekende sinds 1935. Voor de Olympische Zomerspelen van 2008 haalde ze het individuele evenement met behulp van een wildcard. Ze strandde in de kwartfinale die ze verloor tegen de uiteindelijke eindwinnares Britta Heidemann.

## Palmares
- Wereldkampioenschappen schermen
  - 2015:  - degen individueel

- Olympische Spelen
  - 2008: 8e - degen individueel

- Europese kampioenschappen schermen
  - 2007:  - degen individueel

## Wereldranglijst
Degen
| Jaar   | 2003 | 2004 | 2005 | 2006 | 2007 | 2008 | 2009 | 2010 | 2011 | 2012 | 2013 | 2014 | 2015 |
| ------ | ---- | ---- | ---- | ---- | ---- | ---- | ---- | ---- | ---- | ---- | ---- | ---- | ---- |
| Plaats | 192  | 203  |      | 118  | 43   | 33   | 24   | 21   | 38   | 29   | 27   | 48   | 18   |